# Rain (artista)
Jung Ji-Hoon (em coreano: 정지훈; nascido em 25 de junho de 1982), mais conhecido pelo seu nome artístico Bi Rain ou Rain (em coreano: 비), é um cantor, dançarino, ator e designer sul-coreano. A carreira musical de Rain inclui sete álbuns (seis coreanos, um japonês), 19 singles e inúmeras turnês ao redor do mundo . Sua carreira começou em 2003, quando ganhou o prêmio Best New KBS Actor (melhor ator iniciante da KBS) por seu papel no drama “Sang Doo! Vamos  à escola”.  Em 2004, ganhou o prêmio Excelência em Atuação da KBS por seu papel no dorama mais popular do ano, Full House. Depois de estrelar em A Love To Kill , atuou em seu primeiro filme coreano _ I'm a Cyborg, But That's OK ( 2006), que ganhou o Prêmio Alfred Bauer no Festival Internacional de Berlim . Rain já atuou nos filmes americanos Speed Racer (2008) e Ninja Assassino (2009) , o último dos quais fez dele o primeiro coreano a ganhar um prêmio da MTV [1] Rain também atuou em outro filme coreano, R2B: Return To Base, que foi lançado em agosto de 2012.
Em 2007, Rain deixou a gestão da JYP Entertainment e começou sua própria empresa, a J. Tune entretenimento, mas ainda mantém relação de colaboração com Park Jin-Young. Em 2013, foi anunciado que ele seria dispensado do exército em 10 de julho de 2013 e que Rain tinha assinado um contrato com a Cube DC, uma sub -label da Cube Entertainment, cujo CEO é o ex-presidente da JYP Entertainment.

## Infância
Rain passou a maior parte de sua infância vivendo com seus pais e irmã mais nova, Jung Hanna, perto de Universidade Yonsei.  Apesar de ser uma criança introvertida e tímida, ele descobriu que tinha paixão pela dança após se apresentar em um show de talentos no colegial. Rain inicialmente teve dificuldade em conciliar a dança à vida acadêmica e recebeu notas baixas durante o início do secundário por causa de suas práticas de dança frequentes. Ele decidiu então seguir sua paixão e participou da High School of Arts onde recebeu suas primeiras aulas de atuação, continuando a dançar paralelamente.
Rain perdeu sua mãe que lutava contra diabetes e morreu em 2000. Neste mesmo ano, Rain foi recrutado como estagiário para JYP Entertainment, que era liderada pelo artista e produtor Park Jin-young Em uma entrevista à CNN, e também em um documentário do Discovery Channel chamado ''Descobrindo Hip Coréia'', ele lembrou que foi várias vezes rejeitado por causa de sua aparência: "Na verdade, me foi dito após uma audição, que meu canto e dança eram muito bons, mas eu não seria aceito por não ter o estereótipo de blefaroplastia ideais (ou seja: era preciso um levantamento de pálpebras e eliminação de bolsas de gordura nas pálpebras inferiores)." No entanto, ele finalmente conseguiu aceitação depois que o produtor Park Jin-young viu sua garra e persistência durante uma audição na qual Rain dançou por horas a fio, ao contrário dos habituais 10 minutos de uma audição.  Durante os primeiros anos de carreira, Rain atuou apenas como dançarino coadjuvante.

## Discografia
| Álbuns de estúdio coreanos - 2002: Bad Guy - 2003: How To Avoid The Sun - 2004: It's Raining (+1kk vendas na ásia) - 2006: Rain's World (+1kk vendas na ásia) - 2008: Rainism (+1kk vendas na ásia) - 2014: Rain Effect EPs coreanos - 2010: Back to the Basic - 2017: My Life | Álbuns de estúdio japoneses - 2006: Eternal Rain Álbuns de compilação japoneses - 2006: Early Works |

## Turnês
- 2005: Rainy Day Tour
- 2006-07: Rain's Coming World Tour
- 2009-10: The Legend of Rainism Tour
- 2010: Rain Loves Japan Zepp Tour
- 2011: The Best Show Tour
- 2012-13: Army Concert Series (Consoltary Train)
- 2013: Story of Rain: 2013 Rain Zepp Tour
- 2014: Rain Effect China Concert Series (7 Concert)
- 2015-16: The Squall World Tour

## Filmografia

### Filmes
| Ano  | Titulo                      | Papel                 | Notas                                 |
| ---- | --------------------------- | --------------------- | ------------------------------------- |
| 2006 | I'm a Cyborg, But That's OK | Park Il-sun           |                                       |
| 2008 | Speed Racer                 | Taejo Togokahn        |                                       |
| 2009 | Ninja Assassin              | Raizo                 | Primeiro papel principal em Hollywood |
| 2012 | R2B: Return to Base         | Capitão Jung Tae-Yoon |                                       |
| 2014 | The Prince                  | Mark                  |                                       |
| 2014 | For Love or Money           | Shui Chung Shuin      | Primeiro filme chinês                 |

### Televisão
| Ano  | Titulo                       | Emissora | Papel                      | Notas                          |
| ---- | ---------------------------- | -------- | -------------------------- | ------------------------------ |
| 2002 | The King of Disco            | SBS      | Ele mesmo                  | Parodia do filme King of Disco |
| 2002 | Orange                       | SBS      | Ele mesmo                  |                                |
| 2003 | Run Ma Ma                    | KBS      | Ele mesmo                  |                                |
| 2003 | Sang Doo! Let's Go to School | KBS      | Cha Sang-doo               |                                |
| 2004 | Full House                   | KBS      | Lee Young-jae              |                                |
| 2004 | Old Miss Diary               | KBS2     | Ele mesmo                  | Participação especial          |
| 2005 | Banjun Drama                 | SBS      | Ele mesmo                  | 4 episódios                    |
| 2005 | A Love to Kill               | KBS      | Kang Bok-gu                |                                |
| 2010 | The Fugitive: Plan B         | KBS2     | Ji-woo                     |                                |
| 2014 | My Lovely Girl               | SBS      | Hyun Wook                  |                                |
| 2015 | Diamond Lover                | JZTV     | Xiao Liang                 | China                          |
| 2016 | Please Come Back, Mister     | SBS      | Lee Hae-joon/Kim Young-soo |                                |
| 2018 | Sketch                       | JTBC     | Kang Dong-soo              |                                |

### Programas de variedades
| Ano       | Titulo                                   | Empresa                    | Papel     | Notas                                                                         |
| --------- | ---------------------------------------- | -------------------------- | --------- | ----------------------------------------------------------------------------- |
| 2002-2004 | Music Bank                               | KBS                        | Ele mesmo | Anfitrião                                                                     |
| 2002-2003 | Soulmate                                 | KBS                        | Ele mesmo | Anfitrião (com Kang Ho Dong )                                                 |
| 2003      | Who Who                                  | MBC                        | Ele mesmo | Convidado                                                                     |
| 2004      | Love Survival                            | MBC                        | Ele mesmo | Convidado fixo                                                                |
| 2004      | School of Rock                           | Mnet                       | Ele mesmo | Convidado                                                                     |
| 2006      | Ya Shim Man Man (야심만만)               | SBS                        | Ele mesmo | Convidado                                                                     |
| 2008      | The Colbert Report                       | Comedy Central             | Ele mesmo | Aparição(Episodio 391)                                                        |
| 2008      | Family Outing                            | SBS                        | Ele mesmo | Convidado(Episodio 21-22)                                                     |
| 2008      | Kim Jung-eun's Chocolate                 | SBS                        | Ele mesmo | Convidado(Episodio 33)                                                        |
| 2008      | Ya Shim Man Man (야심만만)               | SBS                        | Ele mesmo | Convidado(1 temporada Episodio 84 -85 )/Convidado( 2ª Temporada Episodio 15 ) |
| 2008      | Happy Together                           | KBS                        | Ele mesmo | Convidado (Episodio 75)                                                       |
| 2008      | Yoo Jae-suk & Kim Won-hee's Come to Play | MBC                        | Ele mesmo | Convidado(Especial de Natal)                                                  |
| 2008-2010 | Rainy Day Japan                          | Mnet Japan                 | Ele mesmo | Reality show                                                                  |
| 2010      | Strong Heart                             | SBS                        | Ele mesmo | Convidado(Episodio 27-28)                                                     |
| 2010      | Yoo Jae-suk & Kim Won-hee's Come to Play | MBC                        | Ele mesmo | Convidado(Episodio 289)                                                       |
| 2010      | Happy Together                           | KBS                        | Ele mesmo | Convidado(Episodio 146-147)                                                   |
| 2010      | You Hee-yeol's Sketchbook                | KBS                        | Ele mesmo | (Episodio 50)                                                                 |
| 2010      | Kim Jung-eun's Chocolate                 | SBS                        | Ele mesmo | (Episodio 100)                                                                |
| 2010      | Win Win                                  | KBS                        | Ele mesmo | Convidado(Episodio 10)                                                        |
| 2010      | Intimate Note                            | SBS                        | Ele mesmo | Convidado(Episodio 70)                                                        |
| 2011      | Win Win                                  | KBS                        | Ele mesmo | Convidado Especial                                                            |
| 2013-2014 | Rain Effect                              | Mnet                       | Ele mesmo | Reality show                                                                  |
| 2013      | Super Boy                                | Hunan Satellite Television | Ele mesmo | Convidado Especial                                                            |
| 2014      | CulTWO Show                              | SBS Radio                  | Ele mesmo | Convidado                                                                     |
| 2014      | You Hee-yeol's Sketchbook                | KBS                        | Ele mesmo | Guest performer (Episodio 218)                                                |
| 2014      | 2 Days & 1 Night                         | KBS                        | Ele mesmo | Convidado (Season 3 Episodio 8)                                               |
| 2014      | Superman İs Back                         | KBS                        | Ele mesmo | Convidado (Episodio 15)                                                       |
| 2014      | Running Man                              | SBS                        | Ele mesmo | Convidado Especial (Episodio 188, 189 & 191)                                  |
| 2014      | Happy Camp                               | Hunan Satellite Television | Ele mesmo | Convidado Especial                                                            |
| 2014      | Generation Show                          | SZTV                       | Ele mesmo | Convidado Especial                                                            |

### Documentários e especiais
| Ano  | Titulo                                                                  | Emissora                | Papel   | Notas                            |
| ---- | ----------------------------------------------------------------------- | ----------------------- | ------- | -------------------------------- |
| 2005 | TalkAsia                                                                | CNN International       | Himself | Guest                            |
| 2008 | Rain Comeback Special Showcase: I. Rain. Dance.=My Secret Dance Teacher | MBC                     | Himself | Comeback special for Rainism     |
| 2008 | Rain Comeback Special: Here Comes Rain                                  | MBC                     | Himself | TV documentary                   |
| 2008 | Shin Hae-Cheol's Special Edition                                        | MBC                     | Himself | Special interview                |
| 2009 | Legend of Rain                                                          | Mnet                    | Himself | TV documentary                   |
| 2009 | S Diary                                                                 | MBC                     | Himself | TV documentary                   |
| 2009 | Hip Korea                                                               | Discovery Channel Korea | Himself | TV documentary                   |
| 2009 | Rain's Camp                                                             | Olive TV                | Himself | TV documentary                   |
| 2009 | Rain CM Diary                                                           | Mnet Japan              | Himself | TV documentary                   |
| 2009 | Rain on Trip                                                            | Olive TV                | Himself | TV documentary                   |
| 2009 | TalkAsia                                                                | CNN International       | Himself | Guest                            |
| 2010 | I Love Rain                                                             | Mnet Japan              | Himself | TV documentary                   |
| 2014 | RAIN EFFECT                                                             | Mnet                    | Himself | Comeback special for Rain Effect |